# Алдехид
Алдехидите са органични съединения, съдържащи карбонилна група в края на веригата си. Това е >С=О - група, свързана с водород или с въглеродна верига. Тази функционална група, която се състои от един въглероден атом, свързан с един водороден атом и в двойна връзка с един кислороден атом (химическа формула -CHO), се нарича алдехидна група. Тя се нарича също така формилна или метанилна група.
За доказване на алдехидна група,се използва реакция "Сребърно огледало"-с амонячен разтвор на Ag2O (сребърен оксид).В резултат на съединението се получава елементарно сребро.
H2>C=O+Ag2O->C=O(-OH) + Ag 
Думата „алдехид“ изглежда е образувана от латински „alcohol dehydrogenatus“, в превод обезводорен алкохол. В миналото алдехидите понякога са назовавани на съответните алкохоли. Алдехидната група е полярна. По-електроотрицателния кислород привлича електроните на въглерод-кислородната връзка към себе си, създавайки електронна недостатъчност във въглеродния атом.
Поради резонансна стабилизация на свързаната база един атом α-водород в един алдехид е по-кисел, отколкото един водороден атом в един алкан, с типична pKa =14.

## Присъединителни реакции
Алдехидите са силно реактивоспособни съединения заради полярността на двойната С=О връзка.

### Хидрогениране
Алдехидите присъединяват водород към двойната въглерод-кислород връзка. Хидрогениране може да протече по два начина – чрез директно взаимодействие между алдехид и водород при катализатор никел (Ni), паладий (Pd) или платина (Pt), или чрез некаталитично взаимодействие между алдехид и воден разтвор на NaBH4.
H3C-CH=O + H2 → H3C-CH2-OH
Продуктът на реакцията е етанол.

### Хидратация
Алдехидите присъединяват вода отново към двойната С=О връзка. Реакцията е обратима, като стрелката е по-изтеглена към изходните вещества, т.е. продуктът е нестабилен.
H3C-CH=O + H-OH ↔ [H3C-CH(OH)2]
Продуктът на реакцията е 1,1-етандиол, който лесно отделя вода.

### Присъединяване на HCN
Алдехидите присъединяват циановодород, като става удължаване на въглеродната верига. Процесът е обратим, като стрелката е по-изтеглена към продуктът, т.е. продуктът
Н3C-CH=O + H-CN ↔ Н3C-CH(OH)-CN
Продуктът на реакцията е 2-хидроксипропаннитрил.

### Присъединяване на NH3
Алдехидите взаимодействат с амоняк, като се получават аминоли (съединения с ОН-група и NH2-група при един въглероден атом). Аминолите са нетрайни и отделят вода, като се получават имини.
H3C-CH=O + NH3 ↔ H3C-CH(OH)-NH2

H3C-CH(OH)-NH2 → H3C-CH=NH + H2O
Продуктите на реакциите са 1-аминоетанол и етанимин.